# Hátul képzett, legalsó nyelvállású, ajakkerekítéses magánhangzó
A hátul képzett, legalsó nyelvállású, ajakkerekítéses magánhangzó egyes beszélt nyelvekben használt magánhangzó.
A nemzetközi fonetikai ábécé (IPA) ezt a hangot az ɒ jellel jelöli, X-SAMPA-jele pedig Q. Szende Tamás szerint ez a hang az a betűnek megfelelő fonéma a magyarban, míg Gósy Mária szerint ez a hang az /ɔ/.

## Jellemzői
- Képzéshely szerint hátul képzett, ami annyit tesz, hogy a nyelv a lehető leghátrább húzódik vissza a szájban, ahol még elkerülhető a mássalhangzót létrehozó akadály.
- Nyelvállás szerint legalsó nyelvállású.
- Kerekítettség szerint kerekített (labiális), vagyis az ajkak kört alkotnak, nem húzódnak szét.